# (859) Bouzaréah
(859) Bouzaréah ist ein Asteroid des Hauptgürtels, der am 2. Oktober 1916 von Frédéric Sy in Algier entdeckt wurde. 
Benannt ist der Asteroid nach dem Stadtteil von Algier, in dem das Observatorium gelegen ist.